# 绿汁江
绿汁江，位于中国云南省中部，是元江左岸支流。

## 干流概况
绿汁江源头称“洋溪箐”，发源于楚雄州禄丰县东部勤丰镇洋溪冲村九龙山北麓，向北流至禄丰县碧城镇称“西河”，继续北流至仁兴镇南转西南流后称“东河”，经东河水库至禄丰县城金山镇西汇西河和南河后又称“星宿江”。星宿江南流至禄丰县恐龙山镇法门村小江口（原属川街乡），左纳川街河后始称“绿汁江”。之后绿汁江大致沿双柏县与易门县和峨山彝族自治县边界南流，然后沿双柏县与新平彝族傣族自治县边界向西，于三江口入元江上游石羊江河段。全长319.1公里。

## 流域概况
绿汁江流域地处滇中高原，流域面积8613.4平方公里。流域地势东北高西南低，中低山丘陵广布。地貌类型以构造侵蚀和构造溶蚀地貌为主。流域内较大的盆地有罗茨、禄丰、双柏和易门坝子。
绿汁江流域属于亚热带高原季风气候，年温差小，昼夜温差大，四季不分明。年平均降水量660.5～915.4毫米。多年平均年径流量15.47亿立方米。
绿汁江集水面积大于100平方公里的支流有汇西河、南河、稗子沟河、舍资河、老耳河、洁石河、沙甸河、川街河、股水河、大田河、扒河、他此河、衣施河、河口河、平地河和克田河16条。
- 禄丰县城北郊的东河
- G320国道禄丰至楚雄道边的绿汁江河谷